# 相本みき
相本 みき（あいもと みき、1988年11月30日 - ）は、日本のAV女優。東京都出身。

## 人物・来歴
2016年4月25日、「元ヤン若奥様中出しデビュー」という作品でデビュー。2018年には橋本りん名義でも出演。

## 作品

### アダルトDVD【修正】
2016年
- 元ヤン若奥様中出しデビュー（4月25日、本中）
- 「喉奥で丹念にチ○コを味わうスケベ妻」 相本みき 29歳 中出し不倫温泉（6月1日、プレステージ）
- 募集ちゃん 080 みき 22歳 ブライダルスタッフ（6月15日、ARA）
- 浮気相手は旦那さんの部下、噂のヤリマン中出しOK人妻 ミキさん（6月19日、ヤリマン伝説）
- マジ軟派、初撮。668 in 水道橋 みき 22歳 テレアポ（6月24日、ナンパTV）
- ラグジュTV 373 みき 30歳 元受付嬢（8月3日、ラグジュTV）
- 入院中で欲求不満な美人妻は若い男の看護師を誘惑し、ギンギンチ○コを膣奥まで咥え満足するまでイキまくる（8月26日、プレステージ）
- おカネの為でいいじゃない（o≧▽ﾟ）o友達だけど素股して下さい！！ 2（9月23日、プレステージ）
- ラグジュTV 432 みき 30歳 元受付嬢（10月1日、ラグジュTV）
- 【セレブ奥様】 みきさん 37歳（10月20日、E★ナンパDX）
- 人妻ナンパ自宅中出し 街行くセレブ人妻をナンパしてAV自宅撮影！ 旦那のいない家でヤる背徳感まみれの中出し性交！！ 人妻6人 in西新宿・青山・麻布 vol.15（11月11日、プレステージ）
- 2016年【本中】上半期傑作選！16時間 2016年2月～2016年7月（11月1日、本中）

2017年
- 募集ちゃんTV×PRESTIGE PREMIUM 26（2月3日、プレステージ）

### アダルトDVD【無修正】
2016年
- キャットウォーク ポイズン 149 初撮り人妻 : 相本みき（11月14日、キャットウォーク）
- マンコ図鑑 相本みき（12月4日、カリビアンコム）
- THE 未公開〜4本電マイカセ〜（12月15日、カリビアンコム）
- KIRARI 131 クリスマスは高級ソープへ : 相本みき（12月16日、ムゲンエンターテインメント）
- S Model 166 某大手商社勤務のストレス発散SEX : 相本みき（12月30日、スーパーモデルメディア）